# 遠雷 (今井麻美の曲)
「遠雷」（えんらい）は、今井麻美の6枚目のシングル。2011年5月25日に5pb.から発売された。

## 概要
表題曲「遠雷」は、今井曰く「メロディラインもアレンジも優しくて包み込んでくれるような雰囲気」で、Xbox 360用ソフト『Ever17』のエンディングテーマとして使用された。
カップリングの「想いの羽根 〜Angelic White〜」は、PSP用ソフト『白衣性恋愛症候群』のオープニングテーマとしてそれぞれ使用された。なおリッスンジャパンの7月2日付総合ランキングでは1位を獲得している。

### キャッチコピー
夏の訪れは、記憶のかけら達と共に…

## 収録曲
1. 遠雷 [5:50]
作詞：濱田智之、作曲・編曲：酒井陽一
  - Xbox 360用ソフト『EVER17』エンディングテーマ
2. 想いの羽根 〜Angelic White〜 [4:48]
作詞：HIROMI、作曲：濱田智之、編曲：南利一
  - PSP用ソフト『白衣性恋愛症候群』オープニングテーマ
3. 遠雷 -off vocal-
4. 想いの羽根 〜Angelic White〜 -off vocal-

## 収録アルバム
| 曲名                         | 収録アルバム           | 発売日         |
| ---------------------------- | ---------------------- | -------------- |
| 遠雷                         | 『Aroma of happiness』 | 2011年11月30日 |
| 想いの羽根 〜Angelic White〜 | 『Aroma of happiness』 | 2011年11月30日 |